# Pezuls

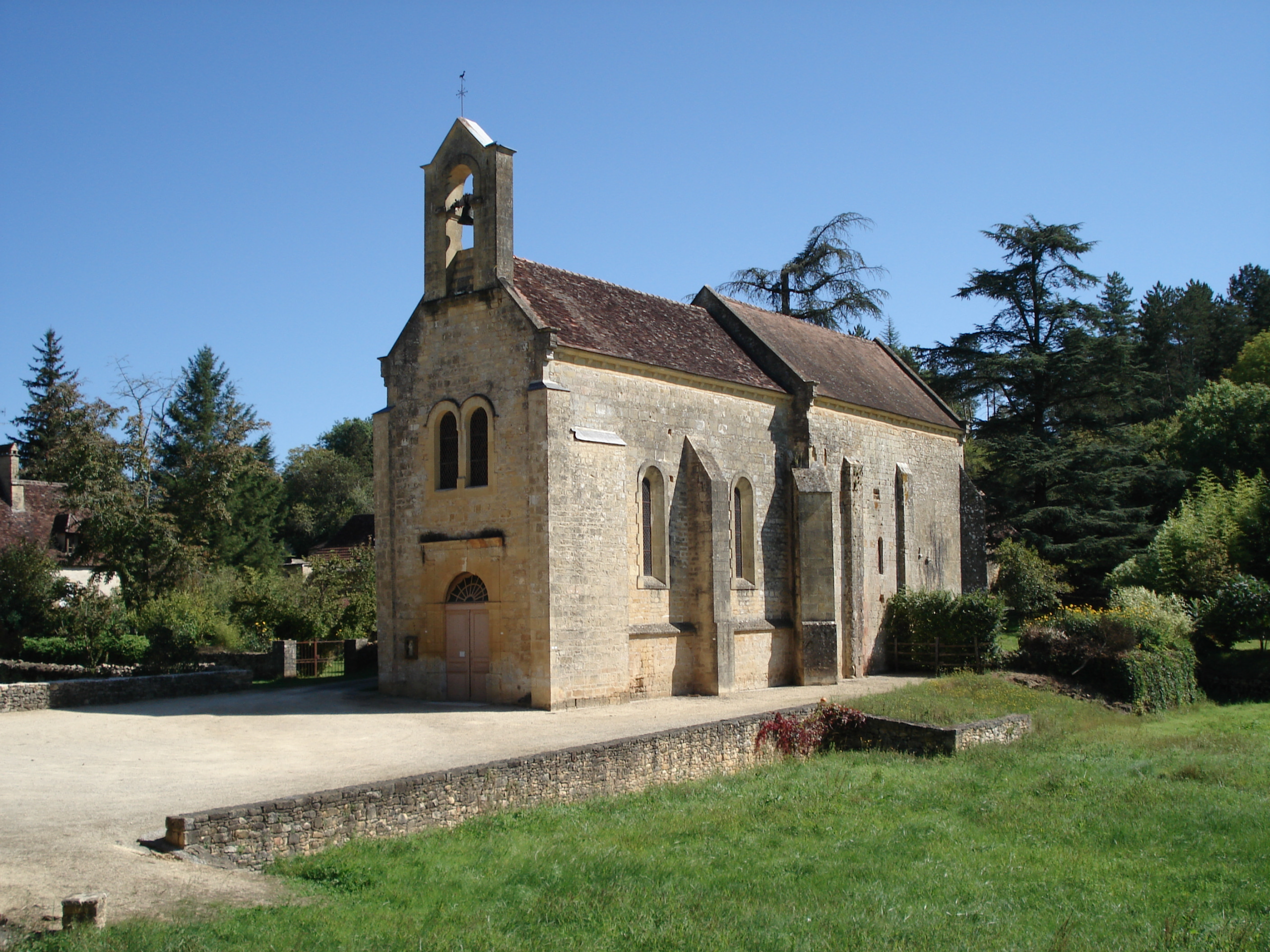
Kapel

Pezuls is een gemeente in het Franse departement Dordogne (regio Nouvelle-Aquitaine) en telt 137 inwoners (1999). De plaats maakt deel uit van het arrondissement Bergerac.

## Geografie
De oppervlakte van Pezuls bedraagt 10,0 km², de bevolkingsdichtheid is 13,7 inwoners per km².
De onderstaande kaart toont de ligging van Pezuls met de belangrijkste infrastructuur en aangrenzende gemeenten.

## Demografie
Onderstaande figuur toont het verloop van het inwonertal (bron: INSEE-tellingen).